# Jordi Fornas i Prat
|  | «Jordi Fornas» redirigeix aquí. Si cerqueu el pintor català, vegeu «Jordi Fornas i Martínez». |

Jordi Fornas i Prat   (Barcelona, 22 de maig de 1952) és un polític independentista, periodista i pilot de motociclisme català. Al llarg de la seva vida ha obtingut notorietat pública en dues etapes concretes: la primera, durant la dècada de 1990, quan destacà en competicions internacionals de velocitat amb motocicletes antigues (conegudes com a "clàssiques") i la segona a partir del 2011, quan assolí la batllia de Gallifa, Vallès Occidental, encapçalant una candidatura de la coalició Solidaritat Catalana per la Independència (SI).
Algunes iniciatives seves que han aconseguit ressò mediàtic són la campanya d'insubmissió fiscal a Espanya (Gallifa ha estat el primer consistori a practicar la sobirania fiscal i ingressar els diners a l'Agència Tributària Catalana) o la resposta a la imposició dels símbols espanyols als municipis, consistent a penjar únicament una bandera espanyola d'un pam a la façana de l'ajuntament. A l'assemblea de l'Associació de Municipis per la Independència (AMI) que se celebrà a Vilanova i la Geltrú el 15 de febrer del 2013 va presentar una moció on demanava que tots els municipis es declaressin "territori lliure i sobirà" i fessin "sobirania fiscal", cosa que l'assemblea aprovà per unanimitat.
El 30 de març de 2013, Jordi Fornas perdé la batllia després que CiU presentés una moció de censura aprofitant que SI havia quedat en minoria al consistori. Continua a l'oposició dins l'ajuntament amb el seu company de partit, Joan Font.

## Resum biogràfic
Fill de Josep Fornas (1924-2021), antic conseller polític del President Josep Tarradellas durant la dictadura i diputat al Parlament de la primera legislatura per ERC, Jordi Fornas va viure des de nen en un ambient patriòtic. De petit va conèixer Tarradellas a la seva residència de Saint-Martin-le-Beau, on la família Fornas anava de tant en tant de visita. Cursà estudis a l'Escola Italiana de Barcelona i començà després psicologia i història a la UAB, sense arribar a llicenciar-se. Té el diploma de traductor d'italià i el seu coneixement d'aquesta llengua li ha permès d'haver escrit el primer diccionari italià-català (editat el 1981, se'n varen fer quatre reedicions).
Pel que fa a la vida laboral, començà a 16 anys tot venent diaris al quiosc de la llibreria Claris de Barcelona -fundada per la seva mare Clara Prat (1925-2011), bibliotecària i patriota- i al llarg dels anys ha treballat de fuster, de mecànic de motos, de grafista a l'Editorial Pòrtic (on entre 1976 i 1982 va crear 54 cobertes de tres col·leccions), de llenyataire als Alps, d'inspector durant el pla de neteja de boscos de la Generalitat a finals dels 80, etc. És en el vessant del motociclisme on s'ha prodigat més, ja que el seu coneixement de la mecànica l'ha convertit en una autoritat en la matèria, fins al punt que ha restaurat les antigues Montesa de la col·lecció Permanyer, amb seu permanent al Museu de la Ciència i de la Tècnica de Terrassa, i ha treballat de periodista del motor especialitzat en motos clàssiques per a les revistes La Moto, Moto Légende, Motos de Ayer, Moto Clásica i Motociclismo Clásico.
A banda del seu pare, altres membres de la seva família han tingut ressò en diversos àmbits. El seu oncle Jordi Fornas i Martínez (1927-2011), fou un pintor i artista gràfic de renom. El seu avi matern, Pere Prat i Ubach (1892-1969) també fou pintor i dibuixant, col·laborant a la revista En Patufet durant la dècada de 1930 i sent biògraf (1957) d'un altre dibuixant contemporani d'ell: Joan Junceda. La muller de Pere Prat, Rosa Turu i Marsal (1895-1984) exercí la medicina com a ginecòloga, havent estat l'única dona a doctorar-se (promoció del 1915-1921) a la Universitat de Barcelona. El seu avi patern, Josep Fornas Villanueva (1898-1971) va ser capità de l'exèrcit de la república al front d'Andalusia i va ser reclòs en un camp de concentració. Fundador (1942) de l'empresa familiar, Assessoria Fornas, que actualment regenta la germana de Jordi Fornas, Lluïsa. La seva germana bessona, Núria, és pintora i té una escola de pintura.

## Trajectòria esportiva
La seva carrera esportiva abastà 26 temporades, repartides en dues etapes: de 1970 a 1978 en trial, i de 1982 a 1998 en velocitat. Fou durant la segona etapa quan aconseguí els seus èxits internacionals. Darrerament, Fornas ha tornat a competir: el 2012 va participar en una cursa a Bèlgica i a partir del 2022 va reprendre la seva activitat esportiva de forma permanent. Per tant, a les seves 26 temporades inicials cal sumar-ne, a data del 2024, tres més (2022-2024).

### 1970 - 1978: Trial

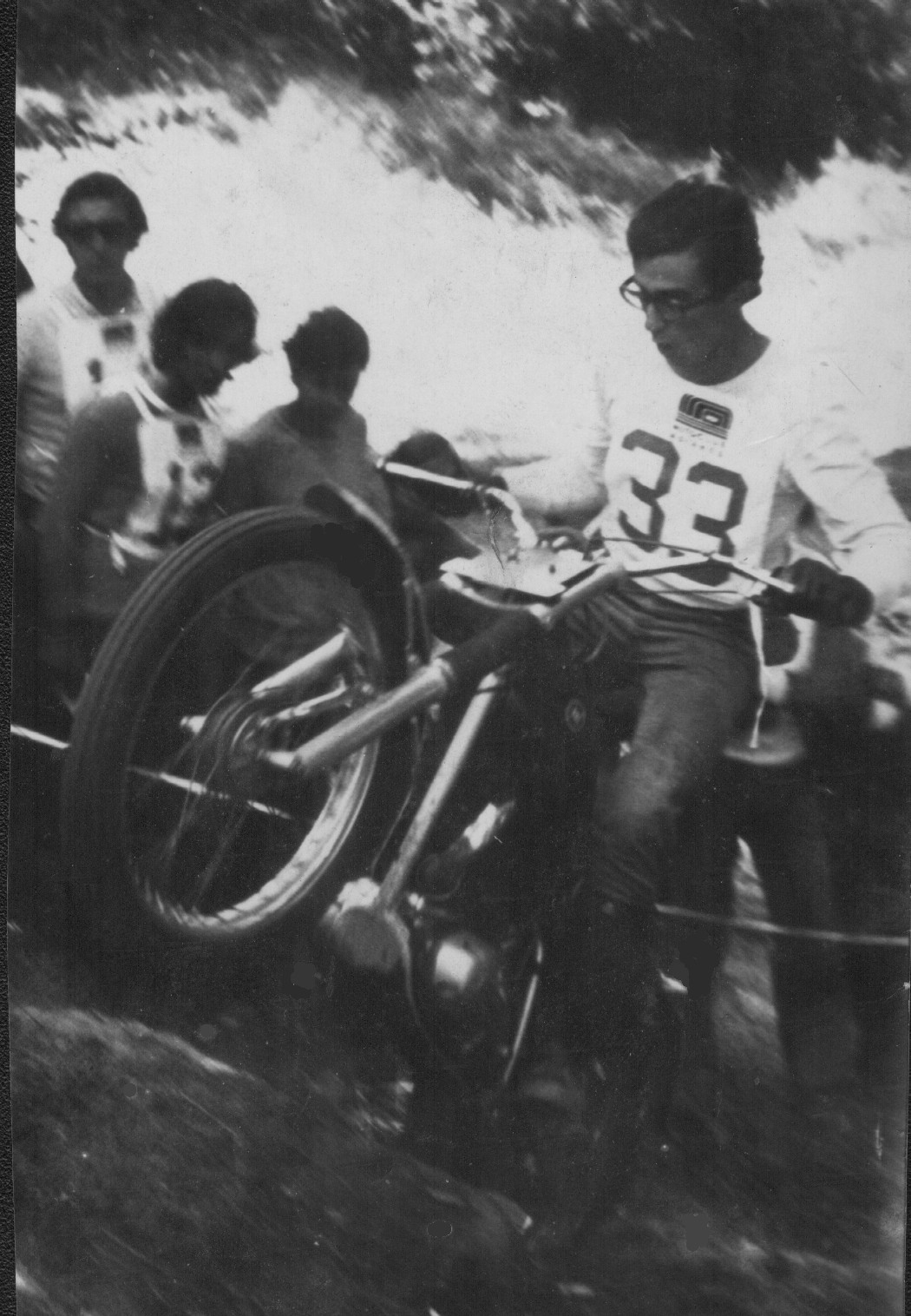
Jordi Fornas amb la Montesa Cota 247 al trial de Moià de 1971.

Tot i que a ell li agradava la velocitat, Fornas debutà en trial perquè no va obtenir el permís dels seus pares per a córrer en aquella disciplina. Amb una Montesa Cota 247 de segona mà disputà el seu primer trial a l'estiu de 1970, a Sant Llorenç Savall. Ja amb una moto nova, assolí el primer èxit esportiu el 1973 en acabar a la segona posició al Trial de Sevilla, puntuable per al Campionat d'Espanya, dins la categoria "junior". Des d'aleshores fins a 1976 participà en diverses proves arreu de Catalunya, entre elles els Tres Dies de Trial de Santigosa, fins que canvià de model i passà a competir amb la nova i més lleugera Cota 172. Aquell mateix any, 1976, aconseguí la victòria en la seva categoria als Tres Dies dels Cingles i al Trial d'Alcanyís (Aragó).
D'ençà de 1977 començà a espaiar més la seva participació en trials, fins que se'n retirà definitivament el 1978 després de participar en els Tres Dies dels Cingles en la categoria de sidecar. Encara tornaria, però, a participar en els Cingles amb la seva antiga Cota 247 en alguna altra ocasió: els anys 1985 i 1986 ho feu en categoria de veterans i el 1992 i 1993 en la de motos clàssiques. Aconseguí així la fita d'haver competit en totes les categories federatives del trial (júnior, sènior, sidecar, veterans i clàssiques).

### 1982 - 1998: Velocitat
El 1982, quatre anys després d'haver-se retirat del trial, Fornas es va comprar una vella Montesa Impala 250 Sport i la preparà amb la idea de córrer-hi curses de velocitat, tot instal·lant-hi un motor de 175 cc. La seva primera cursa amb aquella moto fou la pujada de muntanya Riells-Sant Feliu d'aquell mes de setembre, acabant-hi en setena posició a la categoria júnior 250cc. El 1983, ja en categoria sènior i amb el motor de 250 cc a l'Impala, continuà disputant força pujades de muntanya, arribant a guanyar la de Sant Feliu de Codines en categoria 250cc sènior.
El 1984 adquirí una Yamaha TZ 250 de Gran Premi, però el motor no estava en condicions i hagué d'instal·lar-n'hi un de Montesa Cappra. Amb aquella moto protagonitzà dues temporades discretes: el 1985 caigué al circuit urbà del Grau de València i, un cop guarit, intentà sense èxit classificar-se per a les 24 Hores de Montjuïc amb una Montesa 350 llogada, formant equip amb Joaquim Aguilà i Àlex Medina. En ser, però el primer equip de reserva, Fornas va poder sortir a la pista a fer el warm up previ a la cursa, esdevenint així el darrer pilot a pilotar una Montesa al circuit de Montjuïc; el 1986 va participar sense èxit al Critèrium Solo Moto alternant la Impala 250 i la Yamaha/Montesa 250 en funció del circuit, unes motos ja totalment desfasades.

#### Curses de clàssiques

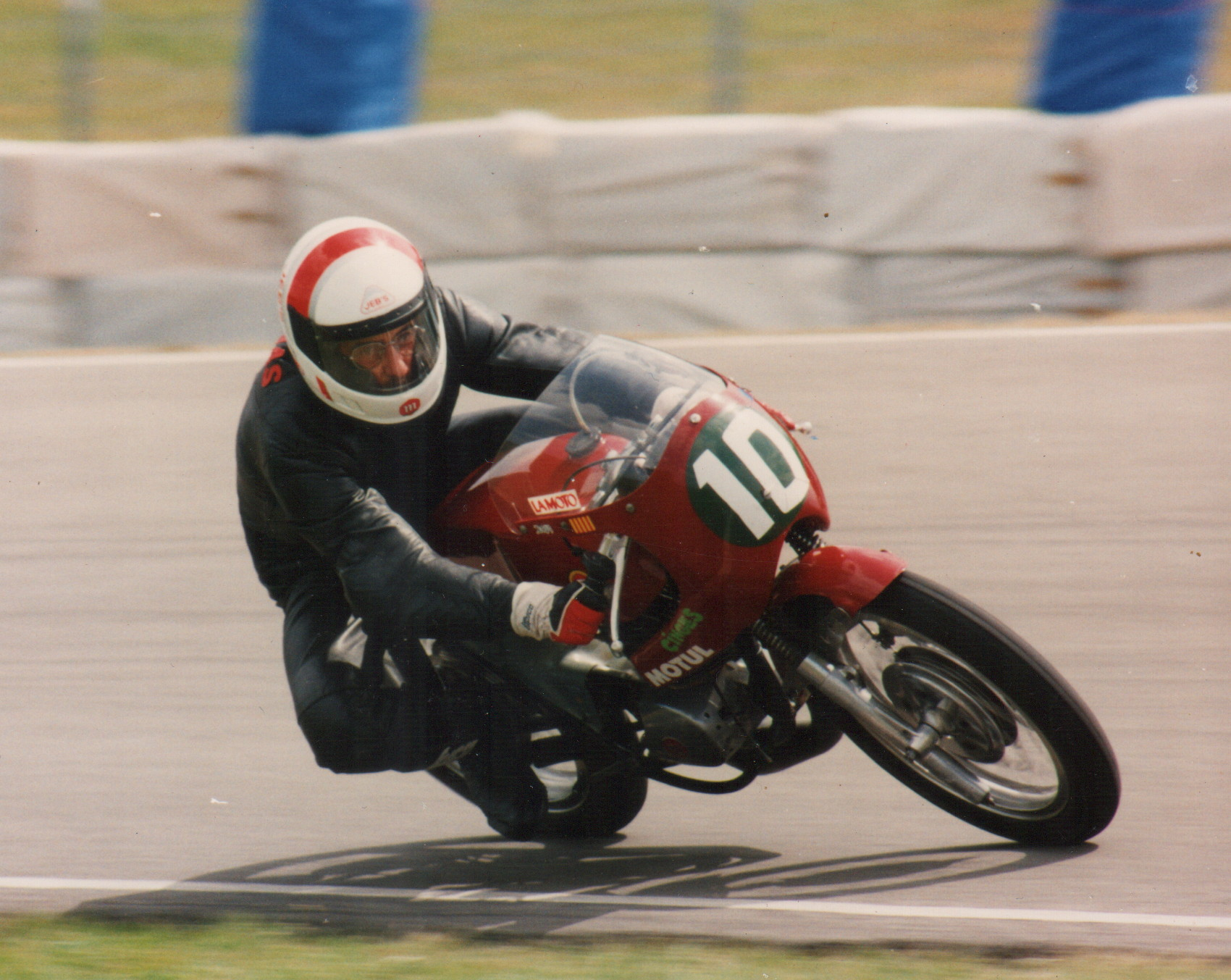
Fornas al Dutch TT d'Assen amb la Montesa Impala 250 Blitz (1992).

La primavera de 1987 s'apuntà a una cursa internacional de motos clàssiques organitzada per la IHRO (International Historical Racing Organization) a Gandia, Safor. No li deixaren córrer perquè les motos havien de ser de Gran Premi i no de turisme com la seva Impala, però aquesta experiència l'esperonà a continuar: transformà de cap a cap la seva Impala Sport i la convertí en una Montesa de Grand Prix. Amb aquella moto, ja homologable, competí poc després al Circuit Paul Ricard i tot seguit al Circuit de Xerès, on aconseguí la quinzena posició de la general, la primera de 250cc, la primera d'una màquina catalana i la segona d'un pilot català (el primer fou Joaquim Folch amb una Matchless G50 de 500cc). Aquest fet tingué molt de ressò als mitjans de l'època.
Aquell mateix any obtingué la victòria en totes les pujades de muntanya en què va participar, entre elles la de Sant Feliu i la Sant Cugat-Tibidabo, on va repetir èxit l'any següent. El 1987 aconseguí també victòries en curses de velocitat a Lleida i Saragossa i, a partir de l'any següent, inicià una reeixida carrera internacional dins la categoria de motos clàssiques, tot competint arreu d'Europa en circuits de primer nivell amb la seva Montesa Blitz.

#### Èxits internacionals
De 1988 a 1996, Jordi Fornas disputà curses en circuits de renom com ara el d'Assen, Misano, Monza, Donington Park o Paul Ricard, assolint-hi nombroses victòries i podis. La seva carrera fou tan remarcable que, al final de 1992 la IHRO li concedí el IHRO Trophy, un trofeu anual atorgat al millor pilot de la temporada. Tot i que gairebé tots els seus triomfs els assolí amb la Montesa Blitz, el 1993 va córrer i guanyar també amb una Bultaco 250 kit Amèrica que li oferiren per un any.
Finalment, el 1997 reduí la seva activitat esportiva i el 1998, després de 17 temporades consecutives i més de 100 curses de velocitat disputades, Jordi Fornas va abandonar la competició definitivament un cop hagué acabat el Campionat de Catalunya en tercer lloc final.

#### Podis

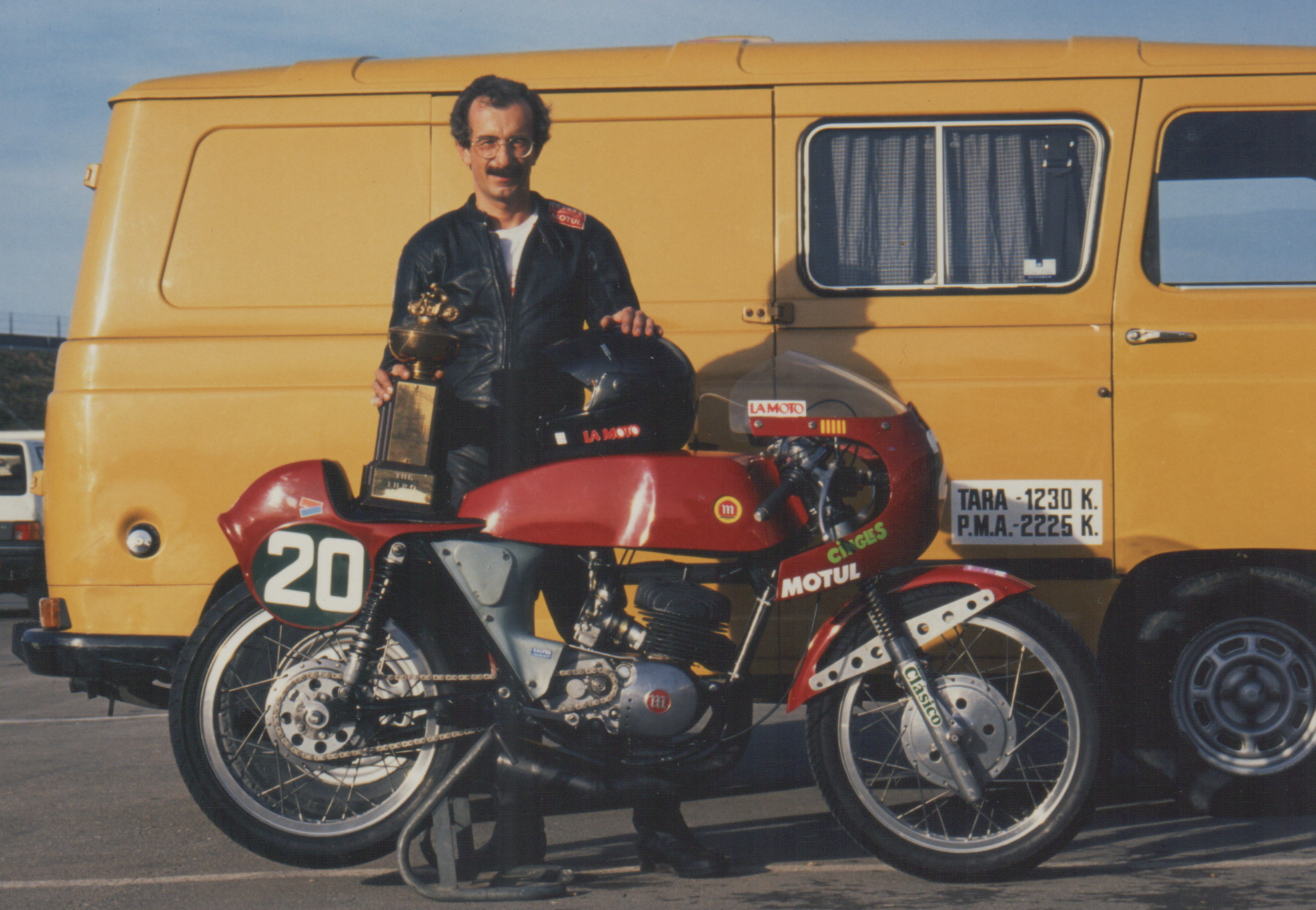
Al Paddock del Circuit de Catalunya amb la Montesa Impala 250 Blitz i l'IHRO Trophy, aconseguit la temporada de 1992.

Tot seguit s'indiquen alguns dels podis assolits per Jordi Fornas durant la seva carrera internacional en curses de velocitat de motocicletes clàssiques:
| Any  | Motocicleta | Circuit        | Posició                             |
| ---- | ----------- | -------------- | ----------------------------------- |
| 1988 | Montesa     | Assen          | 1a moto de 250cc en categoria 350cc |
| 1989 | Montesa     | Assen          | 2a moto de 250cc en categoria 350cc |
| 1990 | Montesa     | Paul Ricard    | 3r en 250cc                         |
| 1990 | Montesa     | Vallelunga     | 1r en 250cc                         |
| 1991 | Montesa     | Carole         | 3r en 350cc                         |
| 1991 | Montesa     | Vallelunga     | 2n en 250cc                         |
| 1991 | Montesa     | Monza          | 3r en 250cc                         |
| 1992 | Montesa     | Paul Ricard    | 1r en 250cc                         |
| 1992 | Ducati      | Calafat        | 1r en 350cc                         |
| 1993 | Bultaco     | Paul Ricard    | 1r en 250cc                         |
| 1994 | Montesa     | Paul Ricard    | 1r en 250cc                         |
| 1996 | Montesa     | Donington Park | 2n en 250cc                         |

1. ↑  A les 4 Hores de Resistència de Clàssiques de Calafat, formant equip amb Adam Watkins a bord d'una Ducati 350, guanyà la seva categoria i assolí la 5a posició a la general.

### El retorn

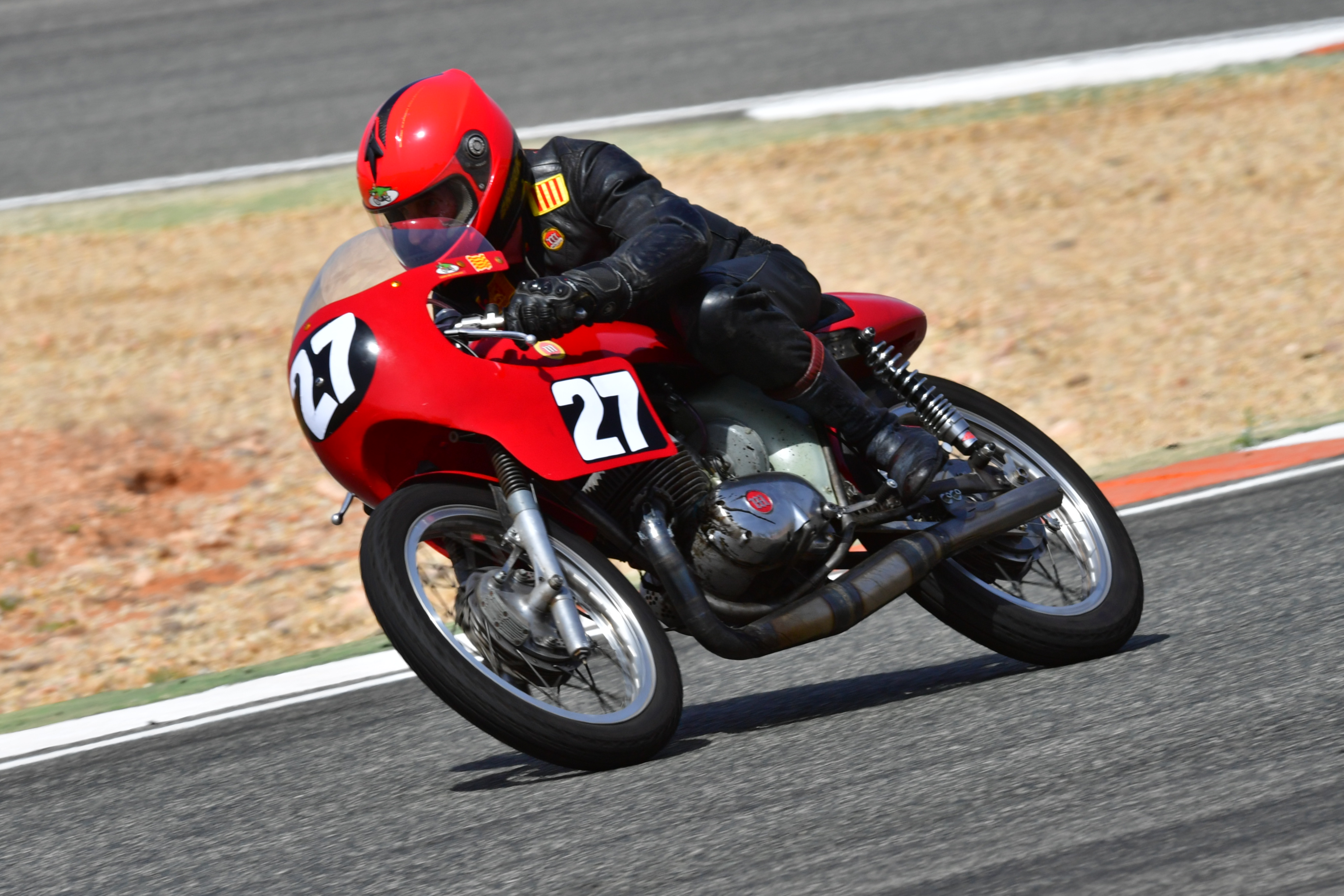
Fornas amb la Montesa Impala GP al circuit de Cartagena el 2024

Al 2012, l'any en què en va fer 60, Fornas va tornar a la pista i, amb la seva Montesa de sempre, va participar en el Classic Bikers, una cita internacional de gran renom que es va celebrar el juliol al llegendari circuit belga de Spa-Francorchamps. Al 2022, l'any del seu 70è aniversari, va tornar a les curses, ara de forma permanent i com a pilot del seu equip particular, el "Fafnirius Team" (un nom inspirat en el drac mitològic Fàfnir). Després d'una primera temporada d'aclimatació, per a la del 2023 transformà en profunditat la Montesa Blitz en una versió més antiga, la GP de 1964, i obtingué la tercera posició al Campionat de Catalunya, repetint el resultat de 25 anys enrere, l'any que es va retirar.
Al 2024 canvià de motor, substituint el de 250 per un de 175 que potencià amb l'assessorament de l'antic enginyer de Montesa Pere Castellví. Aquell motor li permetia de competir a la Classe A del "Trofeo de España" i participar en la categoria de fins a 200cc del TT belga del circuit de carretera de Gedinne, una de les curses internacionals de més renom i participació d'Europa, amb 435 inscrits. Obtingué la cinquena posició de la categoria i la tretzena de la general entre els 45 participants a la seva cursa. Fornas va ser l'únic participant català del certamen. Al Trofeu d'Espanya acabà en la sisena posició i al Campionat de Catalunya (amb baixa participació) aconseguí el títol, proclamant-se el campió de més edat de la història del campionat.

## Acció política
El 1976 començà a militar a ERC tot participant en la refundació del partit, arribant a ser Secretari General de les JERC i representant d'aquesta entitat a l'Assemblea de Catalunya. A les JERC va fer amistat amb Martí Marcó, assassinat més tard per la policia espanyola. Després de les primeres eleccions democràtiques (1977) i vist el resultat obtingut per ERC, que en aquell moment considerà decebedor, perdé interès i el 1979 abandonà el partit i la política.

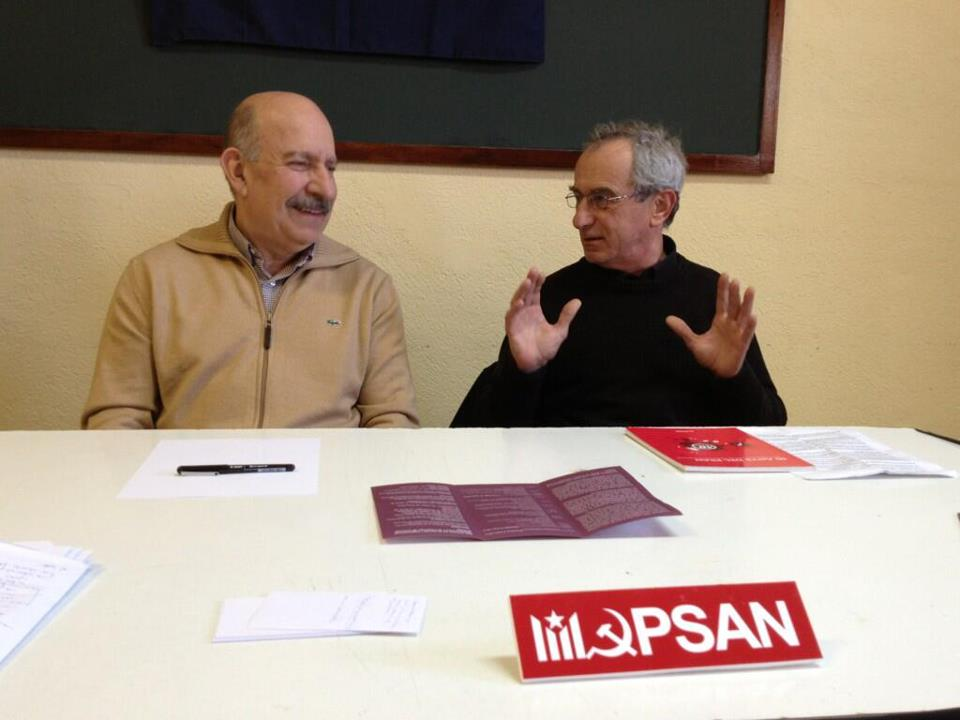
Jordi Fornas al març del 2013, convidat a donar una conferència a les jornades polítiques del PSAN. Comparteix la taula amb Josep Guia, històric dirigent del partit independentista.

Amb el tombant de segle s'adherí a l'Assemblea dels Països Catalans, iniciativa llançada per Lluís Maria Xirinacs, i fundà l'Assemblea de Gallifa (on ja residia de feia molts anys), resultant elegit per a representar-la a l'Assemblea dels Països Catalans aquell mateix any, 2000. La de Gallifa fou l'assemblea amb major percentatge de participació popular i Fornas es dedicà a la redacció dels objectius polítics i ideològics del moviment. Però l'any 2003, en considerar que la iniciativa no tenia prou possibilitats d'avançar, l'abandonà. A Gallifa, va endegar un moviment ciutadà en defensa del poble (aleshores en perill de caure en una fase d'expansionisme urbanístic) i torna a ingressar a ERC però entra en discòrdia amb la directiva del partit que dona suport a l'ajuntament que és de "marca blanca" de la formació republicana. Aquesta discrepància el porta a abandonar el partit després de participar en el Congrés de Lleida del 2004.
El 2007 entrà en contacte amb el PNAC (Partit Nacionalista Català) i començà a treballar en una declaració ideològica per a aquesta formació per tal d'actualitzar-la, però ho va deixar estar en veure que la seva iniciativa no prosperava. Aleshores es va dedicar a dissenyar el seu propi partit polític, que anomenà UNIC (Unitat Nacional Independentista Catalana), sense arribar però a registrar-lo perquè no va trobar prou gent per a tirar endavant el projecte. Tot i així, el 2009 participa en la fundació de Reagrupament fent esmenes a la ponència fundacional, però se'n dona de baixa abans del congrés constituent en considerar que s'ha falsejat la ponència.
El 2010, en fundar-se Solidaritat Catalana per la Independència se'n va fer simpatitzant, i el 2011 va presentar-se a les eleccions municipals encapçalant la candidatura d'aquesta coalició a Gallifa (completada amb un antic company d'ERC i ara militant de SI, Joan Font, i un nou resident del poble, el futur trànsfuga). El 22 de maig de 2011, dia de les eleccions, la seva candidatura aconseguí la majoria absoluta i Fornas passà a ser el nou batlle del municipi, l'únic que aconseguí Solidaritat Catalana per la Independència. Representa Gallifa a l'AMI des de la fundació de l'associació independentista municipal.
Fornas va llegir el seu propi manifest a l'acte independentista del Fossar de les Moreres durant la Diada Nacional de 2012, i participà en la capçalera de la manifestació "Catalunya, nou estat d'Europa" d'aquell any. A finals del 2012 Fornas ingressa a l'associació independentista radical Catalunya Acció, sense abandonar la seva militància a SI.

### Iniciatives

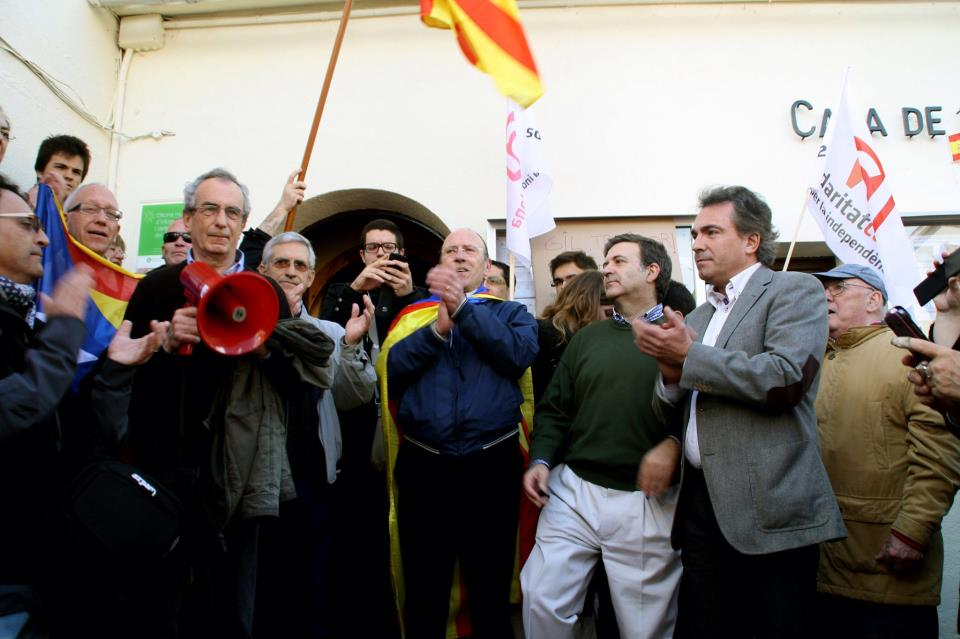
Després del Ple de moció de censura a Gallifa, Jordi Fornas a punt de dirigir-se als assistents que l'esperen a la plaça de l'ajuntament. A la seva esquerra Joan Font (SI), amb pantalons blancs Alfons López Tena (SI) i amb americana grisa Santi Espot (CA).

El 28 de setembre del 2012 afegint-se a la iniciativa de Sant Pere de Torelló, el Ple municipal de l'ajuntament va aprovar que Gallifa es declarés "territori de Catalunya lliure i sobirà". El 16 d'octubre del mateix any i conseqüent amb l'anterior declaració, acceptà la proposta de l'associació Catalunya diu prou i va manar que Gallifa fos el primer municipi a practicar la "sobirania fiscal" ingressant a partir de llavors l'IRPF a l'Agència Tributària Catalana. Era el primer municipi a fer-ho, i un altre seguí el seu exemple al següent trimestre: fou Alella, al Maresme, el 16 de gener del 2013.
S'ha oposat a l'activitat de la delegada del govern espanyol, Llanos de Luna, respecte als municipis catalans. Per tal de fer front a l'obligació legal espanyola de penjar la bandera "constitucional" a l'ajuntament, el gener del 2013 Fornas decidí de penjar-ne una de sobretaula a la façana, «en lloc preferent», i col·locar l'estelada, la bandera catalana i la de Gallifa en tres nous pals al costat de l'edifici de l'Ajuntament.
El 8 de febrer del 2013 participà en la creació del col·lectiu Objectiu Estat Propi a Mollet del Vallès, associació que té l'objectiu d'informar i fer difusió dels avantatges de la independència de Catalunya.
El 15 de febrer del 2013, a l'assemblea de l'Associació de Municipis per la Independència (celebrada a Vilanova i la Geltrú, Garraf), Jordi Fornas fou el promotor d'una proposta de canvi estratègic de l'associació que fou aprovada per unanimitat. La seva ponència establia que tots els membres de l'associació (els 650 ajuntaments, consells comarcals i diputacions) farien sobirania fiscal i es declararien territori lliure i sobirà. Aquesta proposta es va aprovar però mai no es va dur a efecte. El 4 de març del 2013 convoca una roda de premsa a la Fundació Catalunya Estat i amb Santi Espot, President de Catalunya Acció i Àlex Acero (SI), regidor d'Arenys de Mar, demana el boicot als productes espanyols en defensa de les empreses i dels treballadors catalans i en resposta a l'anomenada «guerra de banderes» engegada per la delegada del govern espanyol, Llanos de Luna.
A finals del mateix mes, el 31 de març, se celebrà un ple extraordinari a l'Ajuntament de Gallifa que acabà aprovant la moció de censura presentada pel grup municipal de CiU: Fornas deixà de ser el batlle del poble i el substituí Mateu Sobregrau.

### La fundació de UPDIC

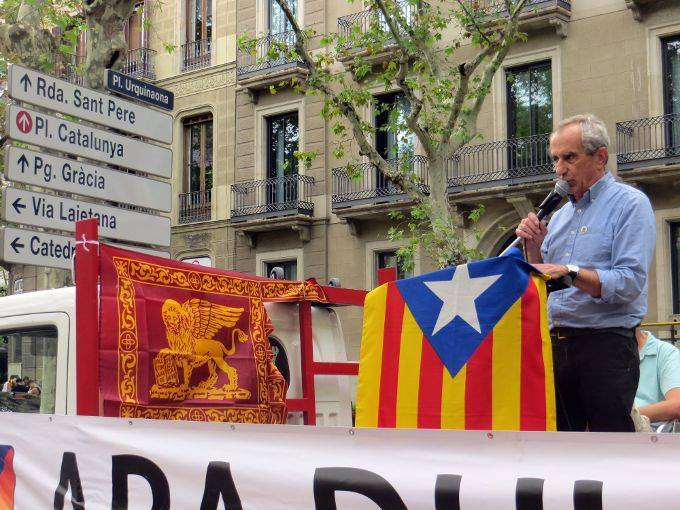
Onze de setembre del 2018: Jordi Fornas es dirigeix als assistents a l'acte de UPDIC a la Plaça d'Urquinaona

Al març del 2014 se celebren eleccions al Parlament Europeu i Fornas proposa convertir-les en plebiscitàries amb una agrupació d'electors que pren el nom de Units per Declarar la Independència Catalana (UDIC) per tal d'aprofitar els comicis europeus com a plataforma per a celebrar un referèndum sobre la independència de Catalunya. En no aconseguir el suport de l'executiva de Solidaritat Catalana (SI), partit del que és President del Consell Nacional, ni de l'Assemblea Nacional Catalana ni de la resta de partits, intenta presentar-s'hi igualment amb un grapat de seguidors i el suport de l'associació Catalunya Acció, però en adonar-se que aconseguir les més de 15.000 signatures necessàries (en només 15 dies) serà impossible, registren una coalició amb dos partits minúsculs que portarà el mateix nom (UDIC) i així només caldrà l'aval de 50 càrrecs electes.
Tot i que alguns regidors de SI i d'altres partits els donen suport, la negativa de la majoria dels 49 regidors de SI impedeix que la coalició pugui presentar-se als comicis europeus. Això provoca que Fornas dimiteixi del seu càrrec al Consell Nacional i abandoni el partit. Amb part dels que han col·laborat amb UDIC funda el 6 d'octubre del 2014 (data emblemàtica coincident amb els 80 anys de la darrera declaració d'independència i propera al Tricentenari de la caiguda de Barcelona) el partit que portarà el mateix nom: Units per Declarar la Independència Catalana, ara amb les sigles UPDIC i Jordi Fornas com a President, Josep M. Roselló de Secretari General i Àlex Acero de Tresorer (qui renuncià al cap de poc i fou substituït per Cristian Molina). UPDIC centra la seva activitat a les xarxes socials i és molt crític amb el procés independentista endegat pels partits governamentals i altres associacions majoritàries.
Al maig del 2015 es convoquen eleccions municipals i UPDIC presenta candidatura a Barcelona amb Ramon Carner, fundador del Cercla Català de Negocis (CCN), mentre Fornas ho fa a Gallifa. Els resultats a ambdues localitats són discrets però la coalició assoleix el seu objectiu principal, agafar experiència en un procés electoral d'envergadura.
L'11 de setembre del 2016 convoca una manifestació a favor de la declaració unilateral d'independència (DUI) que serà prohibida per la Conselleria d'Interior al·legant motius de seguretat per coincidir el seu final amb la de l'ANC (tot i que UPDIC havia reservat el traçat amb antelació a l'ANC). UPDIC decideix transformar-ho en una concentració al punt de sortida previst (plaça Urquinaona) on Santi Espot, President de Catalunya Acció (que dona suport a l'acte) i el mateix Jordi Fornas, fan els parlaments que s'havien previst al final de la manifestació, amb assistència d'una delegació veneciana entre els congregats.
Al 2017 UPDIC torna a convocar concentració per l'11S, en aquesta ocasió a l'Arc de Triomf, i Fornas tanca l'acte amb el seu parlament, després dels de Sílvia Orriols i de l'historiador de l'Institut Nova Història Jordi Bilbeny. L'11 de setembre del 2018, la concentració torna a la plaça Urquinaona i en questa ocasió és Francesc Jutglar, de Catalunya Acció, qui acompanya Fornas com a orador.
A les eleccions municipals de maig del 2019, Jordi Fornas recupera l'acta de regidor de Gallifa amb una candidatura amb Cristian Molina i Joan Bonada, també membres d'UPDIC. Al juny del 2020 el "Ministerio del Interior" dona per clausurat el partit, per manca d'actualització estatutària.

### La fundació de l'OAC

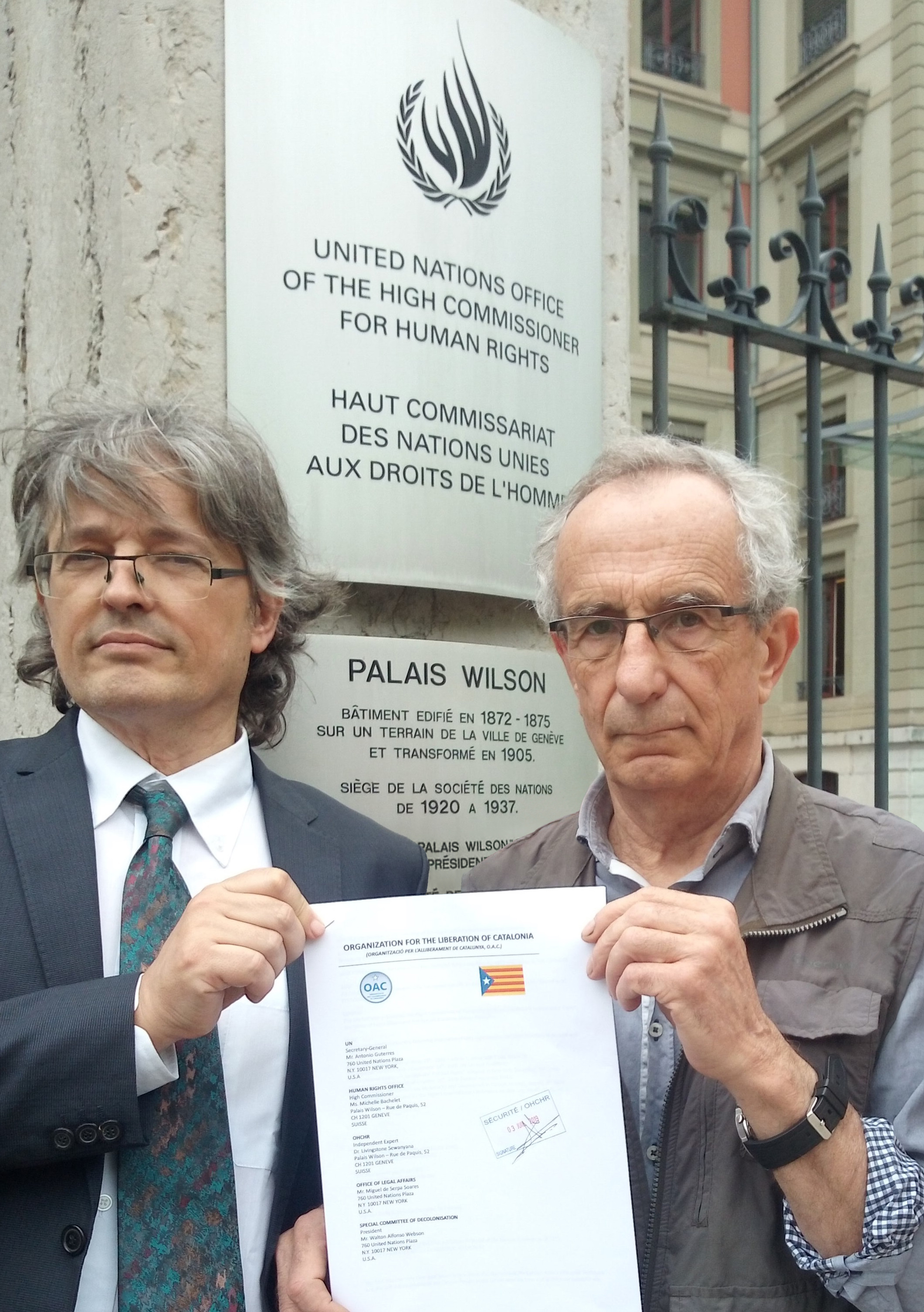
Jordi Fornas (dreta) amb Lluís M. Mandado al Palau Wilson de Ginebra, seu de l'OHCHR, el 3 de juliol del 2019

El 3 de juliol del 2019, Jordi Fornas es presenta al Palau Wilson de Ginebra, seu de l'Oficina de l'Alt Comissariat de les Nacions Unides per als Drets Humans, acompanyat de Lluís M. Mandado, signant amb altres 12 promotors dels documents que expliquen en què consisteix l'Organització per l'Alliberament de Catalunya i els fa registrar a l'atenció de Michelle Bachelet i Livingstone Sewanyana per tal que l'OAC pugui ser reconeguda pel màxim organisme internacional.
Des de Ginebra, envien exemplars amb la mateixa documentació a Nova York, per al Secretari General de les Nacions Unides António Guterres i per a l'Oficina d'Afers Legals i el Comitè Especial de Descolonització.
Amb aquesta organització, que no és un partit polític ni una associació, Fornas denuncia l'ocupació de Catalunya i pretén aconseguir-ne l'alliberament.

## Ressò internacional
Entre el 2013 i el 2018 en Jordi Fornas ha estat convidat fins a nou ocasions per partits independentistes llombards i vènets per tenir converses i fer conferències sobre el tema independentista. El 25 d'abril del 2015 una delegació d'UPDIC es convidada a Venècia amb motiu de la festivitat de Sant Marc, Festa Nacional dels vènets, i és nomenat Batlle Honorari de Venècia per un oficial del “Regimento Treviso” (l'exèrcit venecià d'època) que li posa la banda municipal amb els colors de la Serenissima Repubblica a la Plaça de Sant Marc. La presència d'UPDIC va tenir ressò l'endemà al Corriere della Sera edició del Vènet.

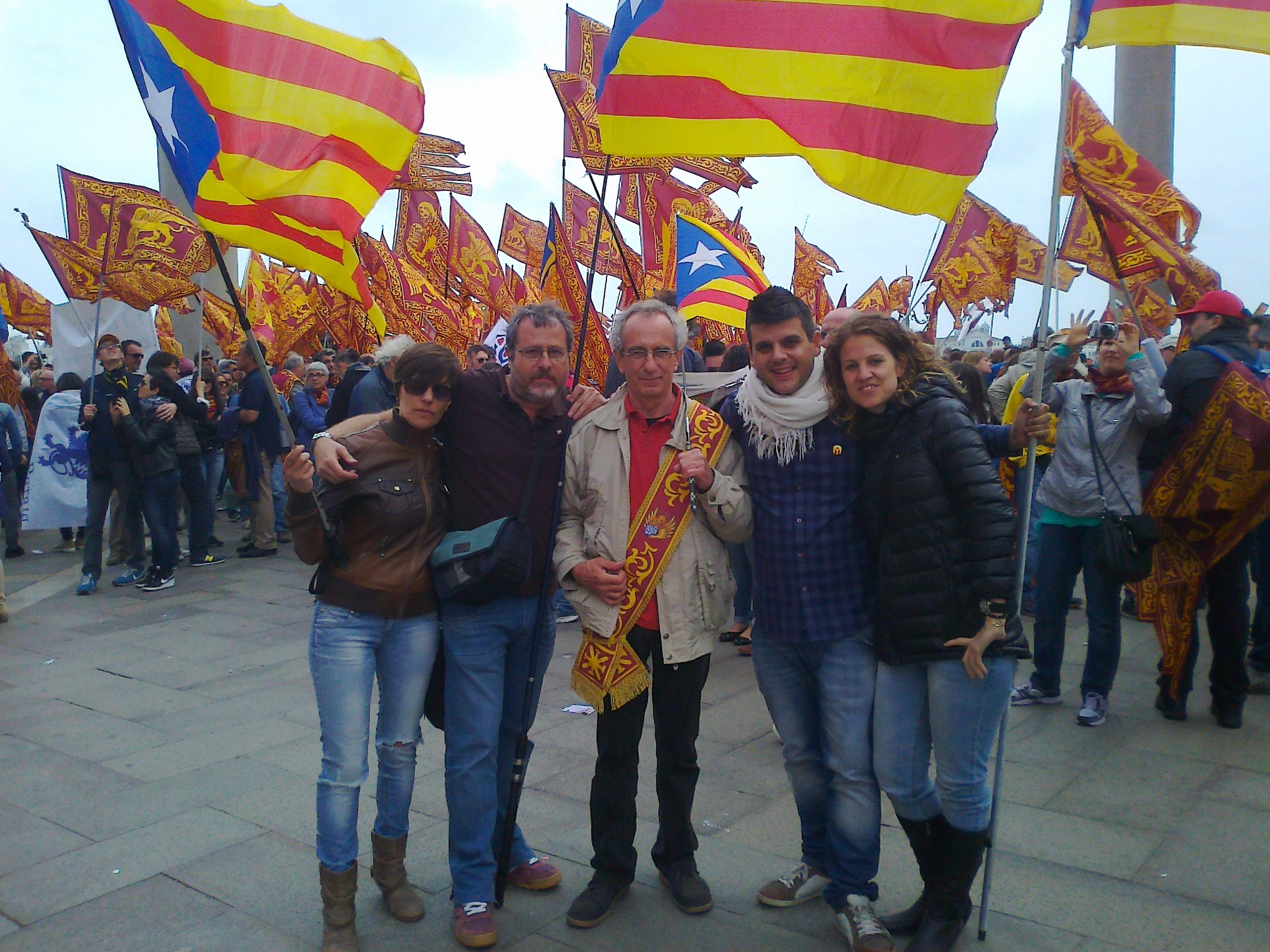
La delegació de UPDIC a Venècia, l'abril del 2015. Al centre, Jordi Fornas amb la banda de batlle honorari.

Diferents mitjans de comunicació internacionals de prestigi, com el Wall Street Journal (EUA) o el Financial Times (Regne Unit), han publicat entrevistes a Jordi Fornas així com altres mitjans escrits o de radio i televisió de França, Itàlia, Suècia i Argentina.
Al 2017 és nomenat pel Doge de Venècia (càrrec recentment recuperat després de més dos segles de l'ocupació Napoleònica) ambaixador de la Sereníssima República Vèneta a Catalunya. Aquest mateix any és convidat de nou al Vènet, ara pel CLNV (Comitè d'Alliberament Nacional del Vènet), on es reuneix amb la majoria de partits, associacions i moviments independentistes i participa amb el CLNV d'una roda de premsa a Verona.
Al 2018 participa a Verona a les Jornades per l'Autodeterminació dels Pobles com a President d'UPDIC i únic representant de l'independentisme català. En aquest congrés representa també el poble amazic, davant la impossibilitat dels representant de l'independentisme de la Cabília per sortir de l'Estat algerià. El Doge de Venècia el nomena membre permanent del Maggior Consiglio, el Parlament històric de Venècia i li fa entrega del carnet de ciutadà de la República Vèneta.